# Championnat de Roumanie de football 1971-1972
Navigation
Saison précédente Saison suivante
La saison 1971-1972 du Championnat de Roumanie de football est la 54e édition de la première division roumaine. Le championnat rassemble les 16 meilleures équipes du pays au sein d'une poule unique, où chaque club rencontre tous ses adversaires deux fois, à domicile et à l'extérieur.
C'est le FC Arges Pitesti qui termine en tête du championnat et remporte le premier titre de champion de Roumanie de son histoire.

## Les 16 clubs participants
| - Dinamo Bucarest - SC Bacău - FC Petrolul Ploiești - Steaua Bucarest - CFR Cluj - ASA Târgu Mureș - Promu de Divizia B - Farul Constanța - Universitatea Craiova | - UT Arad - FC Argeș Pitești - Universitatea Cluj - FC Rapid Bucarest - Crisul Oradea - Promu de Divizia B - Steagul Roșu Orașul Brașov - SC Jiul Petroșani - Politehnica Iași |

## Compétition

### Classement
Le classement est établi en utilisant le barème suivant :
- Victoire : 2 points
- Match nul : 1 point
- Défaite, forfait ou abandon : 0 point

| Rang | Équipe                     | Pts | J  | G  | N  | P  | Bp | Bc | Diff |
| ---- | -------------------------- | --- | -- | -- | -- | -- | -- | -- | ---- |
| 1    | FC Argeș Pitești           | 41  | 30 | 19 | 3  | 8  | 51 | 35 | +16  |
| 2    | UT Arad                    | 37  | 30 | 15 | 7  | 8  | 51 | 29 | +22  |
| 3    | Universitatea Cluj         | 37  | 30 | 16 | 5  | 9  | 39 | 27 | +12  |
| 4    | ASA Târgu Mureș (P)        | 35  | 30 | 14 | 7  | 9  | 35 | 30 | +5   |
| 5    | Steagul Roșu Orașul Brașov | 34  | 30 | 13 | 8  | 9  | 37 | 21 | +16  |
| 6    | SC Bacău                   | 32  | 30 | 14 | 4  | 12 | 41 | 41 | 0    |
| 7    | Dinamo Bucarest (T)        | 31  | 30 | 12 | 7  | 11 | 46 | 36 | +10  |
| 8    | Universitatea Craiova      | 31  | 30 | 13 | 5  | 12 | 42 | 35 | +7   |
| 9    | Steaua Bucarest            | 30  | 30 | 11 | 8  | 11 | 36 | 27 | +9   |
| 10   | FC Rapid Bucarest (C)      | 30  | 30 | 13 | 4  | 13 | 40 | 39 | +1   |
| 11   | Farul Constanța            | 27  | 30 | 9  | 9  | 12 | 28 | 38 | -10  |
| 12   | SC Jiul Petroșani          | 27  | 30 | 10 | 7  | 13 | 26 | 38 | -12  |
| 13   | CFR Cluj                   | 25  | 30 | 9  | 7  | 14 | 27 | 37 | -10  |
| 14   | Petrolul Ploiești          | 25  | 30 | 9  | 7  | 14 | 23 | 40 | -17  |
| 15   | Politehnica Iași           | 24  | 30 | 6  | 12 | 12 | 30 | 42 | -12  |
| 16   | Crișul Oradea (P)          | 14  | 30 | 3  | 8  | 19 | 17 | 54 | -37  |

|  | Qualifié pour la Coupe des clubs champions 1972-1973 |
|  | Qualifié pour la Coupe des Coupes 1972-1973          |
|  | Qualifié pour la Coupe UEFA 1972-1973                |
|  | Relégation en Divizia B                              |

## Bilan de la saison
| Tableau d'Honneur                   |                   |
| Compétition                         | Vainqueur         |
| Championnat de Roumanie de football | FC Argeș Pitești  |
| Coupe de Roumanie de football       | FC Rapid Bucarest |

| Qualifications européennes          |                            |
| Compétition                         | Qualifié                   |
| Coupe des clubs champions 1972-1973 | FC Argeș Pitești           |
| Coupe des Coupes 1972-1973          | FC Rapid Bucarest          |
| Coupe UEFA 1972-1973                | Universitatea Cluj UT Arad |

| Promotions et relégations |                                        |
| Promus en Divizia A       | CSM Reșița Sportul Studențesc Bucarest |
| Relégués en Divizia B     | Politehnica Iași Crișul Oradea         |